# 남원 양씨 (梁)
남원 양씨(南原 梁氏)는 제주 양씨에서 분관(分貫)하여 전북특별자치도 남원시를 본관으로 하는 한국의 성씨이다.

## 역사
제주 양씨 시조 양을나(良乙那)는 제주도에 탐라국(耽羅國)을 세웠다고 전한다. 후손 양우량(梁友諒)이 신라 경덕왕 때 남원부백(南原府伯)에 봉(封)해져 남원(南原)으로 분관(分貫)하였다.
고려 성종 때 병부랑중 동궁내 시강학사에 오른 양능양(梁能讓)이 병부공파(兵部公派)로, 고려 원종 때 찬화공신 용성부원군에 책봉된 양주운(梁朱雲)이 용성군파(龍城君派)로, 고려 충선왕 때 대방부원군에 봉해진 양수정(梁水精)이 대방군파(帶方君派)로 각각 분파하고 기세조(起世祖)가 되었다.

## 분파 및 계파
- 파조 양능양(梁能讓) - 병부공파(兵部公派)[2]
- 2세. 양득겸(梁得謙) - 공부낭중
- 3세. 양득황(梁得璜) - 병부의랑, 국자진사
- 4세. 양탁영(梁卓英) - 이부전서
- 5세. 양 견(梁 堅) - 밀직사사, 진현관 대제학, 지춘추관사
- 6세. 양이승(梁利升) - 첨의평리, 상호군
- 7세. 양충립(梁忠立) - 수문전 태학사
- 8세. 양당취(梁唐就) - 정당문학
- 9세. 양 준(梁 俊) - 성균좨주, 한림학사
- 10세. 양동필(梁東弼) - 판사 (판서공파) [br] 양동수(梁東秀) - 판서 [br] 양 우(梁 佑) - 묵재. 판도판서 겸 집현전 대제학 (묵재공파) [br] 양 서(梁 瑞) - 삼가현감, 우봉현령, 국자좨주 (좨주공파) [br] 양윤유(梁允儒) - 집의 (집의공파)
- 파조 양주운(梁朱雲) - 용성부원군파(龍城府院君派)
- 파조 양수정(梁水精) - 대방부원군파(帶方府院君派)

## 주요 인물

### 고려
- 양진(梁稹) : 고려 현종 때 예부상서·좌복야·상서좌복야
- 양백익(梁伯益) : 고려 공민왕 때 개성윤(開城尹)으로서 흥왕사(興王寺)의 변에 공을 세워 1등공신에 오르고 우왕 때 찬성사상의(贊成事商議)에 올랐다.
- 양천룡(梁天龍) : 고려 공민왕 때 문하시중(1351~1374).불사이군의 충(忠)과 6년간 시묘살이[효(孝)]로 1442년(세종 23) 남원에 정려(旌閭)가 내려졌다.

### 조선
- 양성지(梁誠之) : 조선 세종 때 문과에 급제하여 지중추부사 ·공조판서를 거쳐 좌리공신에 오르고 대사헌 ·대제학을 역임하였다. 시호는 문양(文讓)이다. 남원 양씨 문양공파의 파조이다.
- 양연(梁淵) : 양성지의 손자. 중종 때 공조참판·대사헌·좌승지·병조판서·이조판서·우참성·좌찬성·판중추부사 등을 역임하였다.
- 양헌수(梁憲洙, 1816년 ~ 1888년) : 문양공(文襄公) 양성지의 13대손. 병인양요 때 정족산성을 지킨 공로로 한성부좌윤에 임명되었고 병조판서를 지냈다.

### 근대
- 양세봉(梁世奉, 1896년 ~ 1934년) : 평안북도 철산군 출신이다. 민족주의계 독립운동가로 1920년대에서 1930년대 초반 만주에서 조선혁명군의 총사령관으로 항일무장투쟁에 참여하여 수많은 국내 진공작전과 만주에서의 전투를 성공적으로 이끈 인물이다. 후에 공적(功績)과 행적(行績)을 기려 대한민국 정부는 지난 1962년 건국훈장 3등급인 독립장(獨立章) 추서(追書)를 하였다. 이남(以南) 남한에는 후손분들이 단 한사람도 안계신다.

- 양전백(梁甸伯, 1869년 ~ 1933년) : 평안북도 의주군 출신이다. 민족주의계 독립운동가로 1800년대 후반에서 1930년대 사망할 때까지 활동히였다.

## 과거 급제자
조선시대 문과 급제자 46명을 배출하였다. 양성지(梁誠之)는 문과에서 2번 급제를 하였다.
문과(文科) ※현전:46명※
양권(梁權) 양사적(梁思逖) 양성지(梁誠之) 양순석(梁順石)
양성지(梁誠之) 양지손(梁芝孫) 양하(梁賀) 양자해(梁自海)
양취영(梁就盈) 양철견(梁鐵堅) 양연(梁淵) 양의(梁艤)
양응태(梁應鮐) 양희(梁喜) 양사원(梁士元) 양몽열(梁夢說)
양경우(梁慶遇) 양응락(梁應洛) 양극선(梁克選) 양시헌(梁時獻)
양곡(梁穀) 양형우(梁亨遇) 양경우(梁慶遇) 양유인(梁有仁)
양도(梁燾) 양중하(梁重廈) 양성규(梁聖揆) 양우전(梁禹甸)
양정호(梁廷虎) 양성시(梁聖時) 양우항(梁禹恒) 양주익(梁周翊)
양종대(梁宗大) 양봉화(梁鳳華) 양종유(梁宗維) 양재맹(梁在孟)
양치묵(梁致默) 양우준(梁禹濬) 양한용(梁漢容) 양혁수(梁奕洙)
양봉제(梁鳳濟) 양주혁(梁柱赫) 양봉기(梁鳳騎) 양선모(梁善謨)
양재팔(梁在八) 양도옥(梁燾鈺) 양정우(梁晸宇)
무과(武科) ※현전:140명, 실전:1명※
양즙(梁濈) 양서(梁溆) 양지(梁誌) 양희담(梁希淡)
양세담(梁世淡) 양계사(梁繼泗) 양응운(梁應雲)
양천각(梁天覺) 양달해(梁達海) 양함(梁諴) 양귀생(梁貴生)
양몽해(梁夢海) 양덕립(梁德立) 양응룡(梁應龍) 양용건(梁龍建)
양대해(梁大海) 양경립(梁慶立) 양길선(梁吉善) 양필(梁泌)
양응오(梁應澳) 양의국(梁儀國) 양순해(梁順海) 양덕일(梁德日)
양응하(梁應河) 양사국(梁士國) 양천남(梁天男) 양사립(梁士立)
양수철(梁水鉄) 양득승(梁得承) 양진(梁進) 양득립(梁得立)
양흥남(梁興男) 양두현(梁斗見) 양국남(梁國男) 양산록(梁山祿)
양기봉(梁起鳳) 양자표(梁字標) 양원기(梁元起) 양대봉(梁大奉)
양계순(梁繼舜) 양득천(梁得千) 양세(梁世) 양산흘(梁山屹)
양익창(梁益昌) 양산도(梁山濤) 양칙(梁侙) 양도암(梁道巖)
양응황(梁應潢) 양성(梁聖) 양우필(梁佑泌) 양의철(梁義哲)
양원오(梁源澳) 양사징(梁泗澄) 양경종(梁慶宗) 양준원(梁俊源)
양의(梁嶷) 양의필(梁義弼) 양영(梁偀) 양선망(梁善望)
양계홍(梁戒弘) 양사연(梁泗淵) 양학지(梁鶴枝) 양시만(梁時萬)
양익무(梁益茂) 양만령(梁萬齡) 양익당(梁益堂) 양성달(梁成達)
양익명(梁益溟) 양윤하(梁潤河) 양우급(梁禹岌) 양임하(梁任厦)
양동제(梁東濟) 양억령(梁億齡) 양창기(梁昌紀) 양윤하(梁胤河)
양도웅(梁道雄) 양만홍(梁萬弘) 양제웅(梁濟雄) 양세영(梁世英)
양의준(梁義俊) 양제백(梁濟伯) 양수원(梁守園) 양세휘(梁世徽)
양화징(梁和澄) 양하경(梁厦擎) 양득기(梁得紀) 양제한(梁濟漢)
양이해(梁以海) 양성구(梁聖耉) 양제영(梁濟泳) 양세창(梁世昌)
양중성(梁重聖) 양세위(梁世緯) 양세기(梁世紀) 양문욱(梁文彧)
양득하(梁得河) 양세준(梁世俊) 양경세(梁擎世) 양사맹(梁師孟)
양건주(梁建宙) 양성도(梁聖道) 양시흥(梁時興) 양성우(梁聖佑)
양언맹(梁彦孟) 양표룡(梁豹龍) 양경택(梁敬澤) 양긍수(梁兢修)
양차익(梁次益) 양득성(梁得成) 양학증(梁學曾) 양운주(梁雲柱)
양순복(梁順福) 양득재(梁得宰) 양도하(梁到河) 양이덕(梁以德)
양대항(梁大沆) 양흥룡(梁興龍) 양태혁(梁泰赫) 양재척(梁載倜)
양제원(梁悌源) 양식하(梁湜河) 양세혁(梁世爀) 양경옥(梁景玉)
양대복(梁大福) 양취강(梁就江) 양재욱(梁再郁) 양종익(梁鍾益)
양인국(梁仁國) 양제홍(梁濟泓) 양인수(梁麟洙) 양덕수(梁德守)
양진하(梁鎭河) 양주삼(梁柱三) 양도성(梁道性) 양달호(梁達浩)
양수택(梁秀澤) 양세홍(梁世鴻) 양윤중(梁允中) 양제태(梁濟泰)
양헌수(梁憲洙) 양춘대(梁春大)*실전
생원시(生員試) ※현전:54명,실전:1명※
양종한(梁宗漢) 양측(梁測) 양종(梁琮) 양하(梁賀)
양자해(梁自海) 양기한(梁紀漢) 양문걸(梁文傑) 양취일(梁就溢)
양귀수(梁龜壽) 양충(梁冲) 양성해(梁成海) 양경홍(梁景洪)
양형(梁詗) 양시언(梁時彦) 양시헌(梁時獻) 양귀생(梁貴生)
양유인(梁有仁) 양유의(梁有義) 양경회(梁慶會) 양응호(梁應灝)
양익현(梁益賢) 양익화(梁益華) 양형일(梁亨一) 양중하(梁重厦)
양승(梁昇) 양기화(梁起華) 양익지(梁益祉) 양천익(梁天翼)
양성익(梁聖翊) 양정호(梁廷虎) 양성하(梁星河) 양성익(梁聖翊)
양성린(梁聖麟) 양명신(梁命辰) 양진(梁榗) 양봉주(梁鳳周)
양덕주(梁德柱) 양현교(梁顯敎) 양학영(梁學榮) 양중렴(梁重濂)
양규(梁珪) 양윤해(梁胤海) 양성진(梁成鎭) 양재항(梁在恒)
양윤진(梁允鎭) 양기형(梁基衡) 양현용(梁現容) 양주신(梁柱臣)
양숙렬(梁璹烈) 양란(梁灡) 양주호(梁柱昊) 양남진(梁南鎭)
양난환(梁蘭煥) 양태우(梁泰祐) 양성지(梁誠之)*실전
진사시(進士試) ※현전:54명,실전:1명※
양담(梁澹) 양희부(梁希傅) 양철견(梁鐵堅) 양의(梁艤)
양희(梁喜) 양순제(梁順濟) 양흔(梁忻) 양함(梁㴠)
양사눌(梁思訥) 양응락(梁應洛) 양극선(梁克選) 양형우(梁亨遇)
양극린(梁克遴) 양홍(梁泓) 양진번(梁震藩) 양주남(梁柱南)
양진핵(梁振翮) 양석만(梁錫萬) 양구사(梁九思) 양기(梁垍)
양연(梁沇) 양훈(梁壎) 양진세(梁鎭世) 양섬(梁暹)
양제상(梁濟商) 양우하(梁宇夏) 양중우(梁重宇) 양이주(梁以柱)
양응팔(梁應八) 양훤(梁楦) 양명하(梁命夏) 양정린(梁廷麟)
양재창(梁載昌) 양제하(梁濟河) 양도하(梁道厦) 양종대(梁宗大)
양주익(梁周翊) 양제호(梁濟浩) 양정룡(梁挺龍) 양형복(梁亨復)
양정헌(梁廷獻) 양학조(梁學祖) 양성본(梁誠本) 양현재(梁顯載)
양종익(梁宗杙) 양성묵(梁性默) 양국현(梁國鉉) 양형곤(梁亨坤)
양임(梁霖) 양관(梁灌) 양윤구(梁潤九) 양달영(梁達永)
양평(梁枰) 양기순(梁基舜) 양원표(梁元杓) 양대운(梁大雲)
양기형(梁基衡) 양범석(梁範錫) 양재학(梁在鶴) 양석연(梁錫演)
양성지(梁誠之)*실전

## 조선 왕실과의 인척관계
- 현감(縣監) 양훈(梁訓) : 양원군(성종의 서자) 사위(壻)

## 인구
- 2000년 218,546명
- 2015년 307,724명